# 漆承德
漆承德（1914年—2002年），男，湖北监利人，中华人民共和国政治人物，曾任新疆维吾尔自治区政协副主席，中共新疆维吾尔自治区纪委书记。